# Gran Zab
El Gran Zab o Zab Superior (àrab: الزاب الكبير, az-Zāb al-Kabīr; kurd: زێی گەورە, Zêyê Behdînan o زێی مەزن, Zêyê Mezin; turc: Zap) és un riu que neix al territori del Kurdistan del Nord prop del llac Van, i entra al Kurdistan del Sud, on desaigua al riu Tigris. La conca rep Les aigües d'un gran nombre d'afluents. Porta més aigua a la primavera i menys a l'estiu. A la seva conca, s'han planejat sis preses, però només una se'n va portar a terme, la de Bekhme. El seu nom clàssic fou Lycus (Lycos o Zabatus), que no s'ha de confondre amb els multiples Licos (Lycus/Λύκος) de l'Àsia Menor. El riu Gran Zab o Superior no s'ha de confondre amb el riu Zab Inferior o Petit Zab.
En aquest indret, tingué lloc la batalla del riu Zab en la qual els abbàssides derroten l'exèrcit omeia. Set mesos després, es captura Marwan II i se li dona mort, culminant així la revolució abbàssida.